# Egil Solsvik
Egil Uno Solsvik (ur. 12 kwietnia 1916 w Kristianii, zm. 6 października 2005 w Long Beach) – norweski zapaśnik walczący w stylu klasycznym. Olimpijczyk z Londynu 1948, gdzie zajął szóste miejsce w wadze piórkowej do 62 kg.
Brązowy medalista mistrzostw Europy w 1938 roku.

## Letnie Igrzyska Olimpijskie 1948
| Konkurencja                   | Walki                | Walki                    | Walki                 | Walki               | Klas. końcowa |
| Konkurencja                   | Pierwsza runda       | Druga runda              | Trzecia runda         | Czwarta runda       | Miejsce       |
| ----------------------------- | -------------------- | ------------------------ | --------------------- | ------------------- | ------------- |
| styl klasyczny, waga piórkowa | Adolf Müller (SUI) W | Luigi Campanella (ITA) P | Antoine Merle (FRA) W | Ferenc Tóth (HUN) P | VI miejsce    |